# Bni Hadifa
Bni Hadifa of Ait Hdifa is een dorp in de Marokkaanse provincie Al Hoceïma; het ligt in het noorden van het land in het Rifgebergte.
Volgens de volkstelling van 2004 bedraagt het inwonersaantal 2061. De ouders van de Antwerpse kickbokser Jamal Ben Saddik kwamen oorspronkelijk uit dit dorp en migreerden in de jaren 60 net als veel andere landgenoten naar België.